# Henning Sieverts

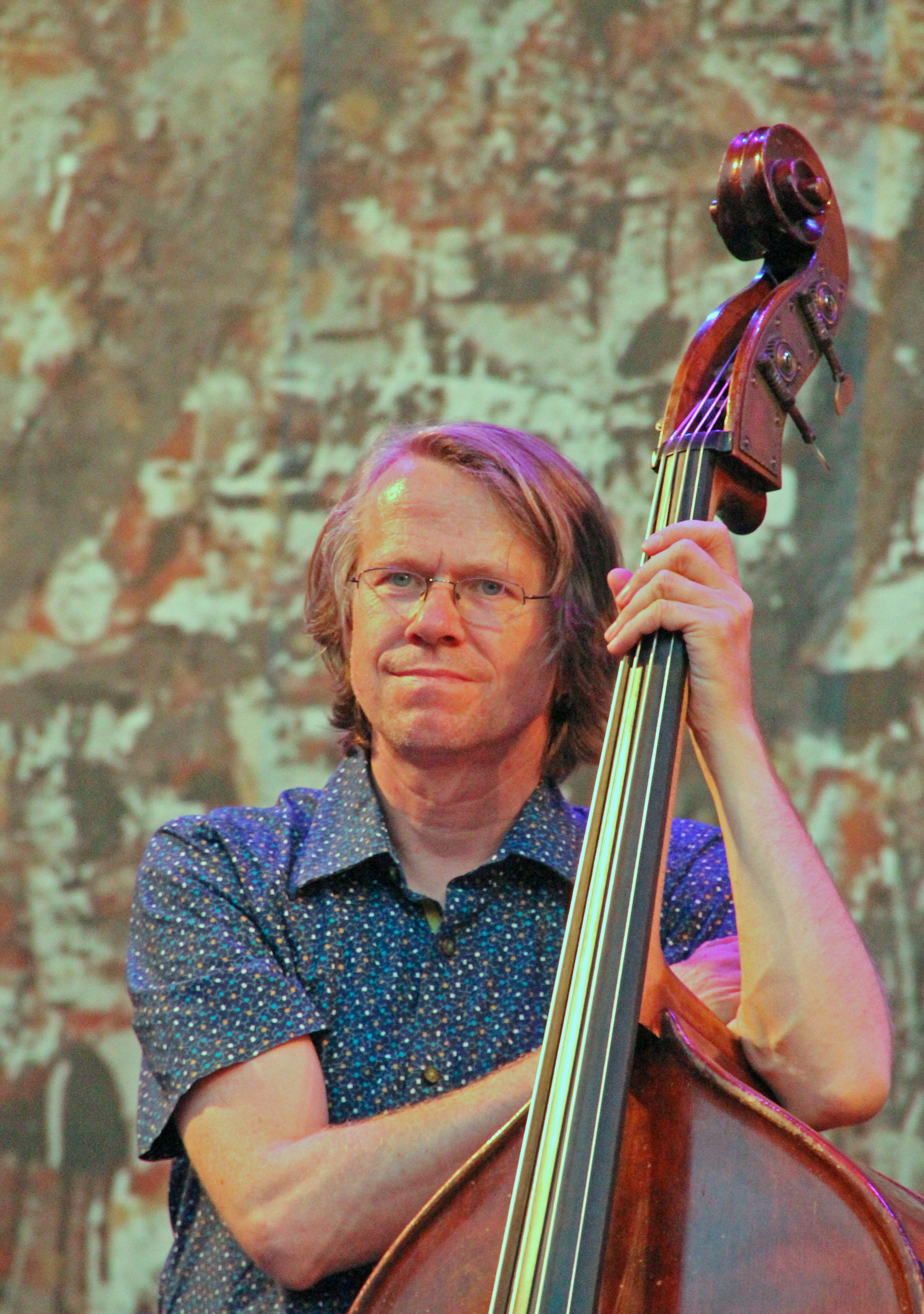
Henning Sieverts im Frankfurter Palmengarten (2017)

Henning Sieverts (* 6. März 1966 in Berlin) ist ein deutscher Jazzmusiker (Bass, Cello) und Komponist. Im Bayerischen Rundfunk ist er Hörfunkredakteur mit Schwerpunkt Jazz.

## Leben und Wirken
Sieverts, dessen Vater Geige und Bratsche spielte, lernte als Kind schon Cello; zum Jazz kam er früh über Konzerterlebnisse bei den Berliner Jazztagen. Von 1977 bis 1984 studierte er Cello am Berliner Konservatorium. 1985 übersiedelte er nach München, wo er an der Deutschen Journalistenschule und bis 1990 an der Ludwig-Maximilians-Universität Journalistik studierte. Daneben erlernte er das Kontrabass- und E-Bass-Spiel. Zwischen 1983 und 1989 trat er mit der Berliner Schauspielerin Christa Lorenz in Programmen mit Texten von Kurt Tucholsky, Erich Mühsam und Paul Scheerbart auf.
1990 wurde er Mitglied der Bundesjazzorchesters. 1991 leitete er ein eigenes Trio mit Martin Scales und Falk Willis und war dann Mitglied von Der Rote Bereich. Zwischen 1995 und 1997 arbeitete er verstärkt mit der SDR-Bigband und spielte Aufnahmen mit Phil Woods, Slide Hampton, Frank Foster und Manny Albam ein. Daneben unternahm er mehrere Auslandstourneen und arbeitete mit Harald Rüschenbaum, Heinrich von Kalnein und Adrian Mears. Seit 1999 trat er mit der RIAS-Bigband auf und produzierte Rundfunk- und CD-Aufnahmen u. a. mit Richie Beirach, Tilman Jäger, Jim McNeely, Peter Herbolzheimer, Ack van Rooyen, John Ruocco und Jiggs Whigham. Im Herbst 1999 unternahm er eine Europa-Tournee mit dem Nils Wogram Quartett.

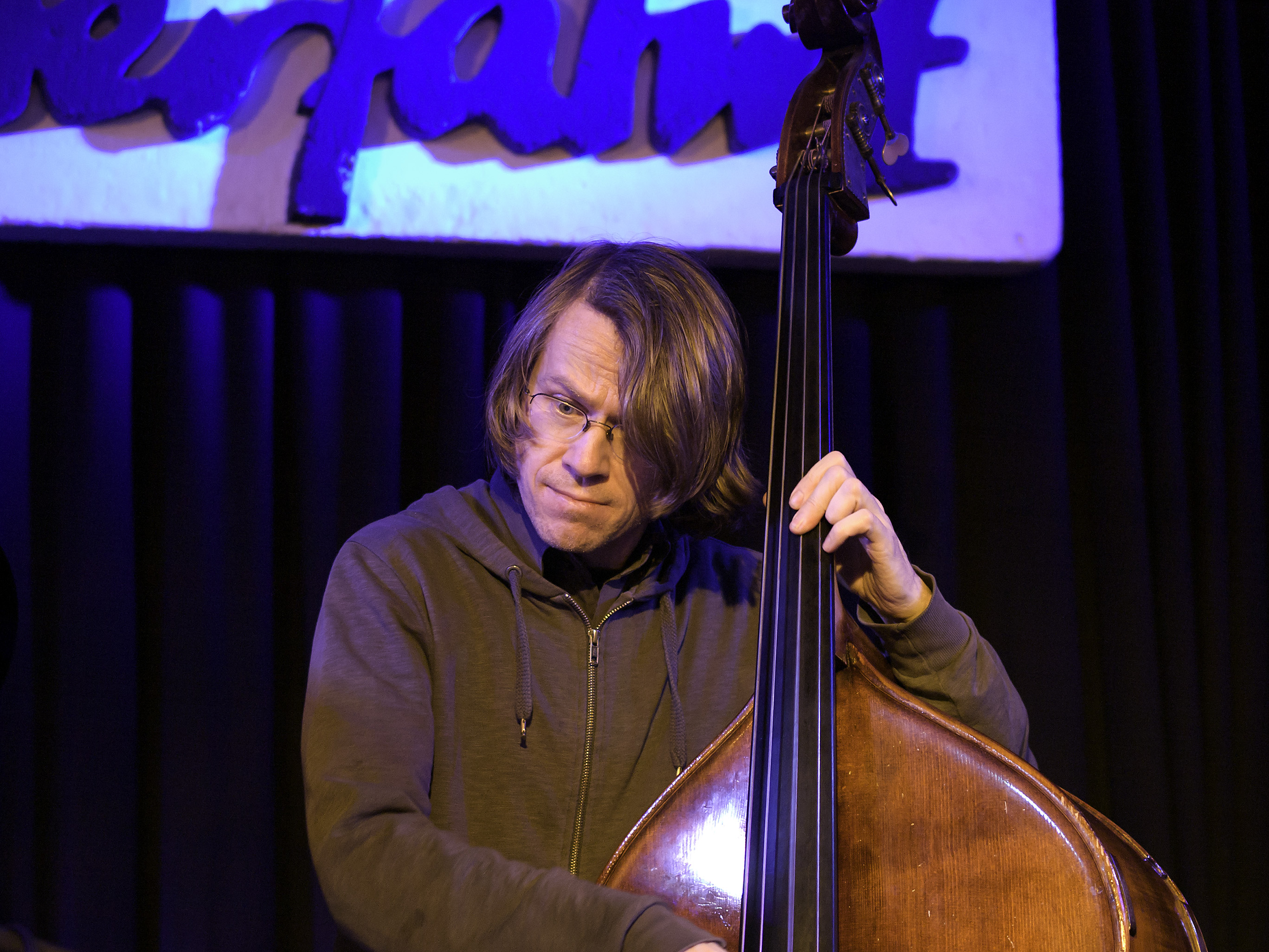
Henning Sieverts im Jazzclub Unterfahrt (München 2010)

2000 trat er mit Steffen Schorn auf dem SWR New Jazz Meeting auf und tourte in diesem und dem nächsten Jahr für das Goethe-Institut u. a. in der Türkei, Italien, Ungarn und in Lateinamerika. Mit Adam Pieronczyks Amusos war er 2002 auf Tournee. Auch war er Mitglied der Trios von Joe Kienemann, Larry Porter, Peter Fulda und Christian Elsässer. Seit 2003 produziert und moderiert er auch regelmäßig Jazzsendungen für den Bayerischen Rundfunk. Mit seinem Quintett Symmetry entstand das Album Blackbird, das von der Kritik etwa im Jazz Podium und Rondo stark beachtet wurde.
Sieverts komponierte zahlreiche Jazzstücke, außerdem auch klassische Werke, darunter zwei Orchesterstücke, ein Streichquartett und kammermusikalische Werke für Cello bzw. Bass und Klavier.

## Diskographie (Auswahl)
- Goldfischgesänge (mit Rudi Mahall und Bill Elgart, 1995)
- Too Early for This World (mit Peter O’Mara und Guido May, 1997)
- Brooklyn Blue (mit Johannes Enders und Christian Salfellner, 1997)
- Leoni e altri gatti (mit Pietro Tonolo und Roberto Dani, 2000)
- Hidden C (mit Matthias Nadolny, Peter O’Mara, Glauco Venier, John Hollenbeck und Maria Pia de Vito, 2004)
- What’s New (mit Antonio Faraò, John Hollenbeck, 2005)
- Germany 12 Points (mit Carsten Daerr und Bastian Jütte; dem Schlagerkomponisten Ralph Siegel gewidmet, 2006)
- Blackbird (mit Chris Speed, Johannes Lauer, Achim Kaufmann, John Hollenbeck, 2007)
- Four Tenors (mit Till Martin, Jason Seizer, Hugo Siegmeth, Ulrich Wangenheim, Christian Elsässer, Bastian Jütte, 2011)
- Symmethree (mit Nils Wogram, Ronny Graupe, 2012)
- Double Quartet (mit Loren Stillman, Silvain Rifflet, Florian Weber, Pascal Schumacher, François Thuillier, Jochen Rückert, John Hollenbeck, 2016)

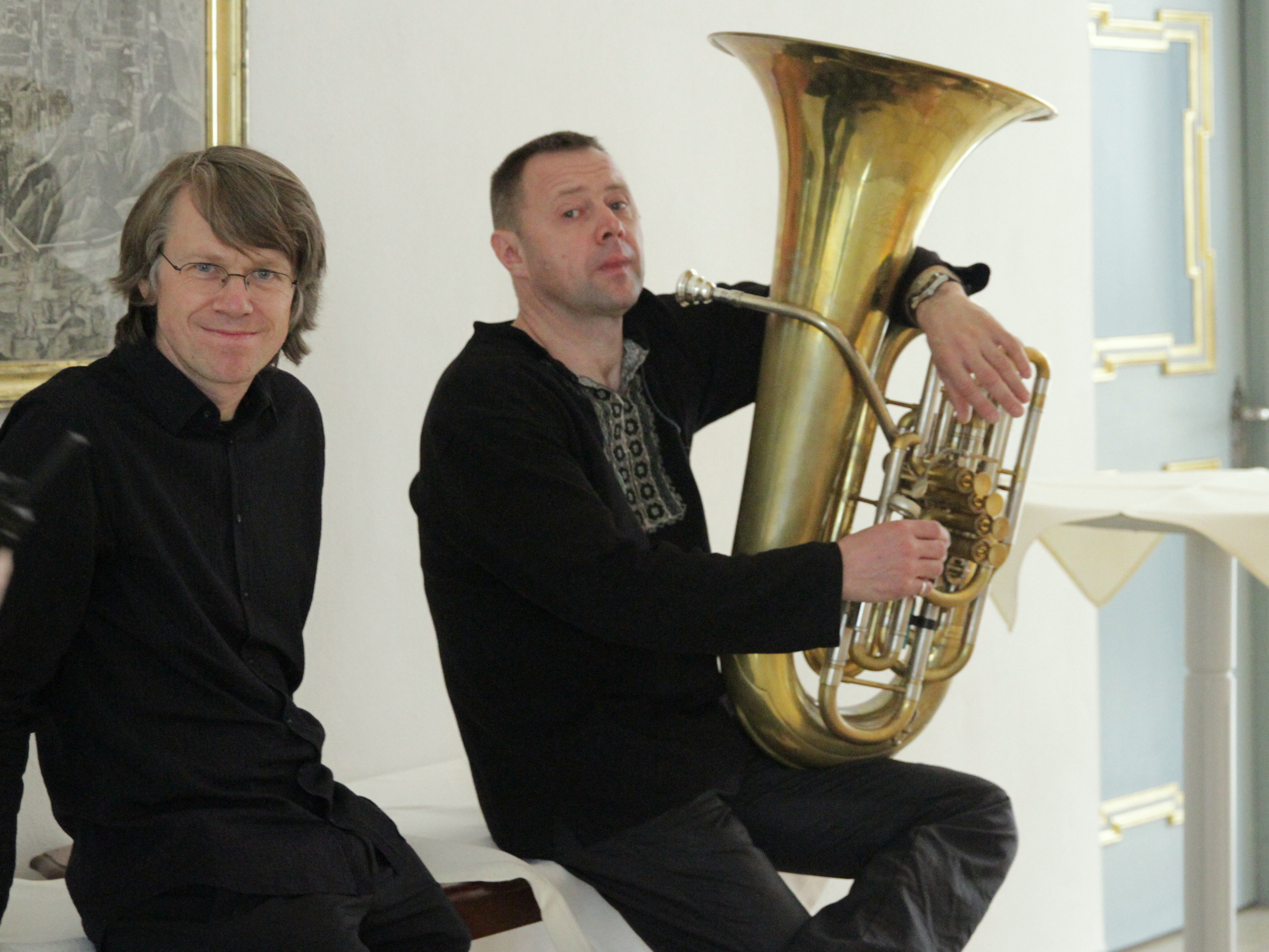
Henning Sieverts und François Thuillier beim Tonspuren Irsee 2014

## Auszeichnungen
1983 und 1984 erhielt Sieverts den ersten Preis beim Wettbewerb „Schüler komponieren“. 1990 wurde ihm der Musikförderpreis der Landeshauptstadt München verliehen. 1991 war er Sieger beim Jazz-Wettbewerb der International Society of Bassists. Er erhielt 1999 den Bayerischen Staatspreis. Im März 2007 wurde er beim Neuen Deutschen Jazzpreis in Mannheim gemeinsam mit Johannes Enders als bester Solist ausgezeichnet. 2010 erhielt er den ECHO Jazz in der Sparte „Instrumentalist/in des Jahres national - Bass/Bassgitarre“.